# Дровосек Пьер
Пьер Лафлёр (англ. Pierre Lafleur, родился 13 февраля 1939 года) — франкоканадский рестлер, выступавший в World Wide Wrestling Federation под псевдонимом Дровосек Пьер (англ. Lumberjack Pierre) в составе группировки «Юконские Дровосеки» со Скоттом Ирвином, также известным как «Юконец Эрик» или «Дровосек Эрик».

## Карьера
Реслингом занимался с 1975 года в Сан-Франциско, выступал в дивизионе NWA под псевдонимом «Солдат Лебёф» (англ. Soldier Lebeouf), но терпел неудачи. Соревновался с Ником Галасом и Джерри Джарреттом в CWA Memphis под псевдонимом «Русский Топотун» (англ. The Russian Stomper), этот же гиммик применял в Центрально-Атлантическом дивизионе Джима Крокетта.

### World Wrestling Association (1975—1978)
В середине 1975 года Пьер пришёл в WWA Indianapolis, где выступал под псевдонимом «Игорь Волков» (англ. Igor Volkoff) у Борца Дика. Слава пришла после того, как он принял гиммик Рядового Заринова Лебёфа (англ. Private Zarinoff Lebeouf) в составе группировки рестлеров «Легионеры» (англ. Legionnaires). Заменил Рядового Дона Фарго и выступал в команде с Сержантом Жаком Гуле после того, как Фарго и Гуле подрались, что привело к уходу Фарго из WWA.

### World Wide Wrestling Federation (1978)
В 1978 году Заринов стал членом World Wide Wrestling Federation как «Дровосек Пьер». Составил с Юконцом Эриком группировку «Юконские Дровосеки». 26 июня 1978 года Юконские Дровосеки нанесли поражение Дино Браво и Доминику Денуччи в бою за титул командных чемпионов мира WWWF, однако уже 21 ноября потеряли титул, проиграв Тони Гарсии и Ларри Збышко. После поражения Пьер завершил карьеру рестлера.

## Титулы
- World Wrestling Association (Indianapolis)

- Командный чемпион мира (3 раза — с Жаком Гуле дважды, с Роджером Кирби один раз)

- World Wide Wrestling Federation

- Командный чемпион мира (1 раз — с Юконцем Эриком)